# Kardoskúti Fehér-tó
A Körös–Maros Nemzeti Park dél-alföldi területi egységeinek egyike a Székkutas és Békéssámson közötti Kardoskúti Fehér-tó és a tó védőzónáját képező Orosházi- és Csomorkányi-puszta. A Fehér-tavat 1966-ban nyilvánították védetté. 1979-ben került fel a Ramszari egyezmény védett területei közé és 1997-től a Körös–Maros Nemzeti Park egyik egysége. Az 5629 hektár területű puszta a Dél-Tiszántúl legnagyobb pusztája. Ennek fokozottan védett része a 263 hektár kiterjedésű Fehér-tó. 
A Fehér-tó két különböző alluviális tómederből áll. A mélyebb keleti medence egykoron a Maros főmedrét alkotta, míg a sekélyebb, évente kiszáradó nyugati terület a Maros mellékágaiból alakult ki. A tóhoz nem csatlakozik sem azt tápláló, sem vízelvezető felszíni vízfolyás, felgyűlt esővíz és a Marossal összeköttetésben álló források táplálják. A tó nagyon sekély, a legnagyobb mélysége sem éri el az 1 métert. A terület talaja szikes, szódás/lúgos talaj, a keleti tómeder jellemzője a zsiókás, kötő kákás és nádas, szikes vizű mocsár. A nyugati tómeder asztatikus (változó vízforgalmú) víztér. Az év első felében sekély vízzel borított, azonban a nyár folyamán teljesen kiszárad, ezért a tómederben csak sótűrő növények tenyésznek (magyar sóballa, hegyes bajuszpázsit).
A kardoskúti Fehér-tó tavasszal és ősszel a Kárpát-medence egyik legfontosabb madárszállója. A madarak száma a vízviszonyok függvényében nagyon változó, de vízben gazdag években több tízezer madarat is meg lehet figyelni. A 2000-es évben például mintegy 30000 dankasirályt, 20000 nagy liliket és 15000 bíbicet számoltak más madarak mellett. 
A területen az állandóan itt költő madarak is nagy fajtagazdagsággal képviseltetik magukat. A nádasokban nagy kócsagtelepek találhatók, a szikeseken széki lile és gulipán fészkel, a ritkább növényzetű partszélek és közeli legelők a gólyatöcs és a nagy goda, valamint a piroslábú cankó kedvelt fészkelőhelyei, míg a zsiókás mocsarakban haris, pettyes vízicsibe és különböző récefajok költenek.
A terület legjellemzőbb növényei az apró vetővirág, a közönséges borkóró és a kisvirágú csűdfű, míg a védett állatok jellegzetes képviselői a közönséges vakond, a keleti sün, a szongáriai cselőpók és az imádkozó sáska.
A védett terület kulturális emléke a román stílusú árpád kori csomorkányi templomrom. A Fehér-tó és közvetlen környezet szigorúan védett terület, a belépés csak előzetes engedéllyel lehetséges. A tó vonuló madarainak megfigyelését két madárvárta segíti.

## Megközelítése
A tó környékének védett területe nagyrészt két, nagyjából nyugat-keleti irányban húzódó útvonal, a 4421-es és a 4418-as út között terül el, így ezen utak felől közelíthető meg; a 47-es főút és Székkutas központja felől a 4419-es, majd tovább kelet felé a 4418-as úton érhető el. Az említett utak közül a Hódmezővásárhely és Kardoskút közt húzódó 4418-as út húzódik közelebb a környék értékes területeihez, a nemzeti park látogatóközpontja is amellett található, így az ide érkezőknek érdemesebb ezt az utat választaniuk. Régen a védett terület keleti szélét a 4422-es út itteni szakasza képezte, de azt az útvonalat közforgalom már jó ideje nemigen használja.